# Cascada del Salto (vattenfall i Mexiko, Tamaulipas)
Cascada del Salto är ett vattenfall i Mexiko.   Det ligger i delstaten Tamaulipas, i den centrala delen av landet, 400 km norr om huvudstaden Mexico City. Cascada del Salto ligger 810 meter över havet.
Terrängen runt Cascada del Salto är kuperad. Runt Cascada del Salto är det glesbefolkat, med 10 invånare per kvadratkilometer. Närmaste större samhälle är La Morita, 16,2 km sydväst om Cascada del Salto. I omgivningarna runt Cascada del Salto växer i huvudsak städsegrön lövskog.